# Leeuwinův proud

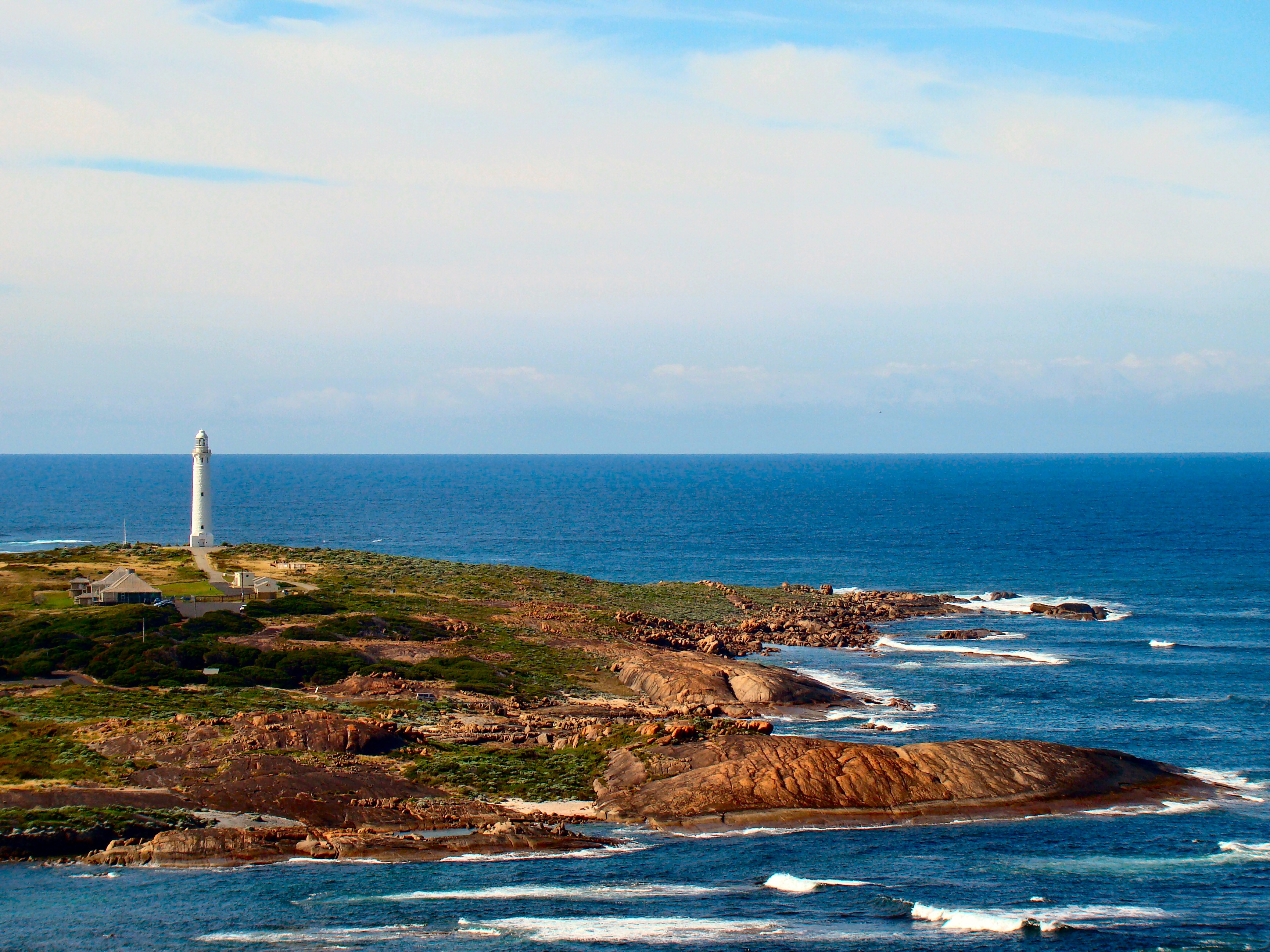
Mys u kterého Leeuwinův proud mění svůj směr z jižního na východní (přibližně)

Leeuwinův proud (en: Leeuwin Current) je teplý mořský proud tekoucí od rovníku jižním směrem okolo západního a jižního pobřeží Austrálie.

## Vznik
Vychází z tropických vod východní části Indického oceánu a od indonéských ostrovů do něj dále ústí část teplého jižního rovníkového proudu směřujícího Pacifikem od Ameriky k Asii. Proud vzniká jako výsledek rozdílu mezi teplou a málo slanou (tudíž lehkou) vodou Indického oceánu a studenou a slanou (hustou, těžkou) vodou Jižního oceánu. Rozdílná hustota a rotace zeměkoule způsobují tlakový gradient, výška hladiny u severního pobřeží Západní Austrálie je o 0,5 m vyšší než u jižního pobřeží. Je to atypický proud, oproti většině teče od rovníku k pólu a proti směru pravidelných větrů. 

## Průběh
Přitéká k břehům Austrálie u poloostrova North West Cape na severovýchodě západního pobřeží, v místech kde začíná korálový útes Ningaloo Reef dlouhý asi 20 000 km, a teče v pobřežním šelfu jižním směrem. Pak se u mysu Leeuwin stáčí na východ a směřuje podél jižních břehu Austrálie Velkým australským zálivem, omývá Tasmánii a nakonec se rozptýlí se až v Tasmanově moři a Jižním oceánu. Proud byl předpovězen již před sto léty, ale až v roce 1970 byl potvrzen pomoci satelitního sledování.

## Parametry
Je nejdelším pobřežním proudem na světě asi 5000 km, je poměrně úzký jen do 100 km a nedosahuje hloubky ani 300 metrů. Přepraví za sekundu od 1 Sverdrup (Sv) vody (1 mil. m3/sec) po 7 Sv, s průměrem 5 Sv. Nejsilnější je během tamní zimy (květen – září) a nejslabší v létě (říjen – březen). Toto kolísání způsobují silné jižní větry vanoucí více v létě proti směru jeho toku a také teplota vody ovlivněná rovníkovými pasáty. Průměrná rychlost proudění vody je 1 uzel (1,852 km/hod). 

## Význam
Přináší směrem na jih sice teplou, ale na živiny nepříliš bohatou vodu. Podél západního břehu kontinentu jsou poměrně daleko od rovníku (až na 32° jižní zeměpisné šířky) v důsledku přitékající teplé vody rozšířeny tropické korály a tropické ryby. Rybolov mořských druhů ryb je okolo západního pobřeží pro malou úživnost proudící vody spíše podprůměrný. Pouze tam kde vznikají víry vynášející okysličenou a na živiny bohatou vodu ku hladině je mořský život bohatý. Obdobné je to v místech kde do moře ústí několik málo řek přinášející živiny z pevniny. Mnoho mořských organismů, které tráví svá juvenilní a dospělé stadia v jiných částech oceánu, používá proudu jako dopravního prostředku. Přináší také dešťové srážky a západní pobřeží Austrálie je tak méně suché než západní pobřeží Afriky nebo Jižní Ameriky na podobných zeměpisných šířkách. 
Na velikost Leeuwinova proudu a na teplotu vody má podstatný vliv ENSO (El Niño – Jižní oscilace), který ovlivňuje velikost a teplotu pasátů vanoucích od Ameriky až do Indického oceánu. V období kdy trvá El Niño proud slábne, při La Niña zesiluje.